# Мълчаливият двубой
„Мълчаливият двубой“, срещан още и като „Тих дуел“ (на японски: 静かなる決闘, по Система на Хепбърн: Shizukanaru Kettō) е японски пълнометражен игрален филм от 1949 г. на режисьора Акира Куросава, осми в неговата филмография. Сценарият е дело на Куросава и Сенкичи Танигучи, базиран по пиесата на Кадзуо Кикута „Докторът по абортите“. В лентата участва актьорският дует Тоширо Мифуне и Такаши Шимура – тяхна трета съвместна работа в киното, и втора в произведенията на именития японски режисьор.
Историята във филма се върти около млад доктор, идеалист, който по време на войната се заразява със сифилис. По-нататъшният му житейски път е белязан от борбата с коварната болест.
Това е първата лента на Куросава, направена извън компанията „Тохо“. Мълчаливият двубой е създаден в „Даиеи“ и японският режисьор го определя като повторен дебют.

## Синопсис
Внимание:  Текстът по-долу разкрива сюжета на произведението (или части от него)!
Дъждовна нощ на 1944 г. Военнополева болница пълна с пострадали от войната. Въпреки умората, доктор Кьоджи Фуджисаки се захваща с поредния пациент – редник Сусуму Накада. По време на операцията хирургът се порязва. На другия ден Фуджисаки научава, че Накада е болен от сифилис. Кръвният анализ на доктора показва, че се е заразил с болестта.
Две години по-късно. Фуджисаки работи в болница, собственост на баща му – гинеколога Коноске Фуджисаки, която се намира в малък и западащ квартал. След войната младият доктор се е променил. Станал е по-потаен и студен, отменя готвената от шест години венчавка с Мисао Мацумото. Девойката настоява да научи причините, но Фуджисаки дава неясни и объркани отговори.
Рюи Минегиши, постъпила медицинска сестра, разбира, че Фуджисаки е болен от сифилис и тайно взима „Салварзан“. Минегиши е бивша танцьорка, изоставена от мъжа си, от който е бременна. Постъпва в болницата по предложение на доктора и главно заради безпаричието си. Тя е отчаяна от бременността и ядосана на Фуджисаки, който обвинява за тежкото си положение.
Докато младият лекар и Минегиши спорят Коноске чува, че сина му взима „Салварзан“. Фуджисаки разкрива истината на баща си. Коноске моли болния от сифилис да обясни всичко това на годеницата си. Фуджисаки отказва, понеже не иска да съсипе и живота на Мацумото.
Коноске окончателно разтрогва годежа. Мацумото обаче не може да се примири и продължава да посещава болницата. Минегиши, която е подслушвала разговора на лекарите, моли нещастната годеница да се извини от нейно име на Фуджисаки. В следващите месеци тя ражда и запазва детето и започва да учи, за да вземе изпитите за медицинска сестра.
Фуджисаки е повикан в участъка да погледне полицай, наранен от случаен пътник. Нападателят се оказва Накада, който все още е болен от сифилиса, нещо повече: има съпруга, която чака дете от него. Докторът признава на Накада тайната си, кой е виновен за заболяването му.
Лекарят го кани в болницата, заедно със съпругата му Такико, където Коноске може да им помогне. Оказва се, че има опасността бебето да се роди недоносено, дори и мъртво. Бъдещите родители са разтревожени, но Фуджисаки моли за спокойно и разумно държане от двете страни.
Мацумото идва да се сбогува със своя бивш годеник, утре и предстои сватба. Отчаяната жена моли Фуджисаки да напусне работа и да избяга с нея. Мъжът я отхвърля за пореден път. Докторът остава насаме с Минегиши, пред която споделя цялата си натрупана емоция: трудното обуздаване на плътските си страсти. Медицинската сестра му се предлага и казва, че е влюбена в него. Фуджисаки се връща бързо към задълженията си и забравя за разговора.
Такико, напуснала своя съпруг, ражда мъртво дете. Накада идва ядосан и пиян, обвинявайки доктора за разрива на брака си. Пияният вижда мъртвото дете и изпада във вцепенение. Сифилисът се е влошил и е почнал да разяжда мозъка му.
По-нататък Такико постепенно се съвзема, но се безпокои за болестта си. Минегиши я успокоява – щом доктора се е преборил с нея и тя ще се пребори.
Фуджисаки продължава до помага на хората, някои от които го смятат за светец.

## Актьорски състав
| Име на актьора  | Име на персонажа (бълг. ез.) | Оригинално име на персонажа | Описание                                                                            |
| --------------- | ---------------------------- | --------------------------- | ----------------------------------------------------------------------------------- |
| Тоширо Мифуне   | Кьоджи Фуджисаки             | 藤崎恭二                    | Млад лекар, идеалист, който не понася да губи. Отдаден на работата и пациентите си. |
| Такаши Шимура   | Коноске Фуджисаки            | 藤崎孝之輔                  | Гинеколог, шеф на болницата и баща на Кьоджи                                        |
| Мики Санджо     | Мисао Мацумото               | 松本美佐緒                  | Годеница на Кьоджи, безнадеждно влюбена в него                                      |
| Кенджиро Уемура | Сусуму Накада                | 中田進                      | Редник от войната, болен от сифилис. Води разпътен живот.                           |
| Чиеко Накакита  | Такико Накада                | 中田多樹子                  | Съпруга на Кенджиро                                                                 |
| Норико Сенгоку  | Рюи Минегиши                 | 峯岸るい                    | Цинична и устата медицинска сестра. Тайно е влюбена в Кьоджи.                       |

## Създаване на филма
Мълчаливият двубой е първият филм на Куросава създаден за компания „Деиеи“. Другите седем филма на японския режисьор са направени в „Тохо“. След третата стачка в предишната компания, състояла се април 1948 г. до октомври същата година, Куросава напуска „Тохо“, в която работи от началото на филмовата си кариера. Преди това режисьорът е пишел няколко сценария за „Даиеи“. Тя е първата компания, която предлага работа на Куросава, след напускането му от „Тохо“.
Работата по филма е започната възможно най-бързо с ограничен бюджет, изтънял от 90-дневната стачка. В главната роля е отново Тоширо Мифуне, участвал в предишната лента на Куросава Пияният ангел – техният първи съвместен продукт. Режисьорът целенасочено дава на Мифуне различна роля от тогавашните му превъплъщения на хора извън закона. „Даиеи“ се притеснява за този неочакван избор. За изненада на всички Мифуне се справя с трагичния и многопластов образ. Ролята на д-р Кьоджи Фуджисаки развива актьорските заложби на именития японски актьор.
Една от най-запомнящите се сцени в Мълчаливият двубой е когато Фуджисаки разкрива дълго потисканите си емоции пред медицинската сестра. Сцената е необикновено дълга за тогавашните стандарти на киното – над пет минути. Подготовката за нея е изтощителна както за екипа, така и самия автор. По време на снимките Куросава е изключително напрегнат, което е можело да създаде проблеми на снимачния екип. Един от операторите се разплаква, не издържайки на емоционално натоварената игра на Мифуне и неговата партньорка Норико Сенгоку.
По-нататък Куросава споделя, че след това не е имал смелостта да направи такава сцена. Затова и японският режисьор смята този свой продукт за много скъп, още и с това, че е нещо като повторен дебют за него.